# Verica Nedeljković
Verica Nedeljković (* 16. September 1929 in Čačak, Königreich Jugoslawien; † 13. Dezember 2023 in Belgrad) (geborene Verica Jovanović)  war eine jugoslawische  Großmeisterin der Frauen (WGM) im Schach.

## Sportliche Erfolge
Verica Nedeljković gehörte in den 1950er und 1960er Jahren zu den stärksten Spielerinnen Jugoslawiens. Sie wurde sechsmal jugoslawische Landesmeisterin. Den Titel einer Internationalen Meisterin (WIM) erhielt sie 1954. Im Jahre 1977 wurde sie von der FIDE in Würdigung ihrer früheren Erfolge zur Frauengroßmeisterin ernannt.

### Schacholympiaden
Verica Nedeljković vertrat Jugoslawien bei den Schacholympiaden der Frauen 1963 und 1966 jeweils am zweiten Brett hinter Milunka Lazarević und mit Katarina Jovanović-Blagojević als Reservespielerin. Dabei holte sie 1963 die Idealpunktzahl von 12 Siegen aus 12 Partien. Mit der Mannschaft belegte sie Platz 2. 1966 gelangen ihr sechs Punkte aus 10 Partien.

### WM-Wettkämpfe
Mehrmals trat die Spielerin im Wettkampfzyklus um die Weltmeisterschaft in Erscheinung. Fünfmal nahm Verica Nedeljković an den Kandidatenturnieren zur Schachweltmeisterschaft der Frauen teil. Ihr bestes Ergebnis war dabei der zweite Platz 1959, wobei sie nur um einen Punkt das Recht zur Herausforderung der Weltmeisterin verpasste. Auch bei den übrigen Kandidatenturnieren platzierte sie sich jeweils in der oberen Tabellenhälfte, mit einer Ausnahme sogar im oberen Drittel.

## Privates
Verica Nedeljković war von Beruf Ingenieurin für Schiffbau und lehrte an der Universität Belgrad. Sie war verheiratet mit dem Internationalen Meister Srećko Nedeljković (1923–2011), der auch als Schachtrainer hervortrat und von Beruf Professor der Medizin war. Zwei Söhne und ein Enkel des Paares erreichten ebenfalls schachsportliche Erfolge.
Nedeljković starb am 13. Dezember 2023 im Alter von 94 Jahren.